# Хьюстон, Стюарт
Стю́арт Ма́ки Хью́стон (англ. Stewart Mackie Houston; родился 20 августа 1949 года в Дунуне, Шотландия) — шотландский футболист и футбольный тренер.

## Биография
Хьюстон выступал на позиции левого крайнего защитника за клубы «Челси», «Брентфорд», «Манчестер Юнайтед», «Шеффилд Юнайтед» и «Колчестер Юнайтед». За «Манчестер Юнайтед» он провёл 250 матчей (включая два выхода на замену) и забил 16 голов. Он выиграл с «красными дьяволами» Второй дивизион в 1975 году, а также Кубок Англии в 1977 году. Кроме того, Хьюстон провёл одну игру за сборную Шотландии в 1976 году.
С 1990 года Хьюстон был ассистентом главного тренера «Арсенала» Джорджа Грэма, а также дважды исполнял обязанности главного тренера: сначала на протяжении трёх месяцев в 1995 году (после увольнения Грэма в феврале 1995 года), выведя «Арсенал» в финал Кубка обладателей кубков, в котором «канониры» уступили испанскому клубу «Реал Сарагоса» со счётом 2:1. Летом 1995 года руководство «Арсенала» назначило на пост главного тренера клуба Брюса Риока, а Хьюстон стал его ассистентом. Спустя год после своего назначения, Риок был уволен, и Хьюстон вновь стал исполняющим обязанности главного тренера, пока преемник Риока, Арсен Венгер, ожидал окончания своего контракта с японским клубом «Нагоя Грампус Эйт». В середине сентября 1996 года Хьюстон ушёл из «Арсенала» и возглавил клуб «Куинз Парк Рейнджерс», а Брюс Риок стал его ассистентом.
«Куинз Парк Рейнджерс» в предыдущем сезоне вылетел в Первый дивизион и перед Хьюстоном была поставлена задача завоевать путёвку обратно в Премьер-лигу, но он не справился с этим и был уволен в декабре 1997 года, когда клуб находился в зоне вылета. В 1998 году Хьюстон был приглашён Джорджем Грэмом в «Тоттенхэм Хотспур» (Грэм тогда был назначен главным тренером «шпор»), но покинул клуб после его отставки в марте 2001 года. После этого он недолгое время работал тренером основного состава в клубе «Уолсолл».
В августе 2008 года в прессе появились сообщения о том, что Хьюстон вернулся в «Арсенал» после 12 лет отсутствия и, по сообщениям «The Daily Mirror», стал работать в скаутской службе клуба.